# Latrás
Latrás es una localidad española perteneciente al municipio de Sabiñánigo, en el Alto Gállego, provincia de Huesca, Aragón. Se sitúa en la margen derecha del río Gállego.

## Historia
El pueblo se articula en torno a una única calle, con la iglesia al fondo formando la denominada plazeta; las construcciones auxiliares o bordas aparecen al norte, en lo más alto del pueblo. Es reseñable una ventana del siglo XVIII en Casa Lanaspa.
La iglesia parroquial está dedicada a Santa Catalina y fue construida a principios del siglo XVII. Su única nave es rectangular, con cabecera plana y bóveda de medio cañón.

## Demografía

### Localidad
Datos demográficos de la localidad de Latrás desde 1900:
| 68                    | 64 | 55 | 61 | 74 | 41 | 31 | 14 | 10 | 9 | 6 | 11 | 12 |
| (Fuente: IAEST e INE) |    |    |    |    |    |    |    |    |   |   |    |    |

- Datos referidos a la población de derecho.

### Antiguo municipio
Datos demográficos del municipio de Latrás desde 1842:
| 74            | -- | -- | -- | -- | -- | -- | -- | -- |
| (Fuente: INE) |    |    |    |    |    |    |    |    |

- Entre el censo de 1857 y el anterior, este municipio desaparece porque se integra en el municipio de Orna de Gállego.
- Datos referidos a la población de derecho, excepto en los censos de 1857 y 1860 que se refieren a la población de hecho.

## Fiestas
Sus fiestas patronales se celebran los días 3 y 4 de julio.